# Phindile Kubheka
Phindile Kubheka (* 2. Januar 2000) ist eine südafrikanische Leichtathletin, die sich auf den Sprint spezialisiert hat.

## Sportliche Laufbahn
Erste internationale Erfahrungen sammelte Phindile Kubheka im Jahr 2022, als sie bei den Afrikameisterschaften in Port Louis mit 11,44 s im Halbfinale im 100-Meter-Lauf ausschied und mit der südafrikanischen 4-mal-100-Meter-Staffel in 44,87 s gemeinsam mit Marzaan Loots, Banele Shabangu und Charlize Eilerd die Silbermedaille hinter dem nigerianischen Team gewann. Im Jahr darauf schied sie bei den World University Games in Chengdu mit 12,08 s im Halbfinale über 100 Meter aus und auch bei den Afrikaspielen 2024 in Accra schied sie mit 12,01 s im Semifinale über 100 Meter aus und belegte mit der Staffel in 44,72 s den vierten Platz.

## Persönliche Bestleistungen
- 100 Meter: 11,37 s (+0,2 m/s), 12. März 2022 in Pretoria
  - 60 Meter: 7,39 s (−1,0 m/s), 6. Februar 2024 in Potchefstroom
- 200 Meter: 24,20 s (−0,7 m/s), 2. März 2022 in Pretoria